# Sensitometria

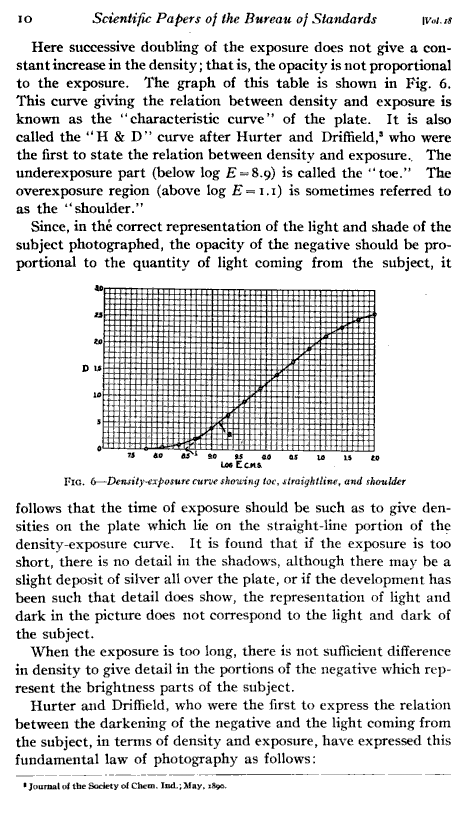
Pagina 10 de "Scientific Papers of the Bureau of Standards, No. 439", Raymond Davis, Jr. and F. M. Walters, Jr).

La sensitometria és l'estudi científic de materials sensibles a la llum, i en especial de pel·lícula fotogràfica.
El treball conjunt de Ferdinand Hurter i Vero Charles Driffield amb emulsions en blanc i negre circa 1876 es considera l'origen de l'estudi de la sensitometria. Hurter i Driffield van determinar com, en la emulsió, la densitat de plata produïda varia segons la quantitat de llum rebuda i el mètode de revelat.

## Lectura de les gràfiques
Las gràfiques de relació entre densitat resultant de l'emulsió (en relació amb el valor de la seva opacitat) per la intensitat de la llum donada, en front als temps d'exposició utilitzats, es denominen corbes de Hurter-Driffield (abreviat curves H-D o curves D-logE).
Per cada intensitat de llum, s'obté una gràfica de la relació entre el logaritme del temps d'exposició i la densitat resultant de la pel·lícula. Cada pel·lícula té diferents corbes característiques, ja que per cada intensitat de llum s'obté una corba.
En intensitats lumíniques moderades la forma de la gràfica tendeix a ser similar a una lletra "S" inclinada; la regió central té forma de línia recta (denominada zona lineal de la gràfica) i el pendent de la zona s'anomena factor de correcció gamma. L'extrem inferior és el peu de la gràfica i la part superior la "espatlla". Donada una intensitat lumínica molt alta la densitat descendeix després d'ascendre, donant lloc a l'efecte de solarització.

### Factors gamma
El conjunt complert de corbes HD d'una pel·lícula fotogràfica mostra com varia el factor gamma segons el tipus de revelat i el temps d'exposició.
El llindar de factors gamma mitjà del material de pel·lícula comercials oscil·la entre els 0.5 i 5. Al fer còpies d'un original, es necessària la correcció dels factors gamma, que vindria a ser la suma dels factors d'ambdues pel·lícules (la original i en la que es copia).
En paper fotogràfic sol tenir un factor per sobre de 1, i les transparències per a projeccions 1.5.